# Râul Hăpria
Râul Hăpria este un curs de apă, afluent al râului Mureș. 

## Hărți
- Harta Județul Alba
- Harta Munții Apuseni